# إراستوس أوتيس هافن
إراستوس أوتيس هافن هو صحفي وقسيس وعالم عقيدة وسياسي أمريكي، ولد في 1 نوفمبر 1820 في بوسطن في الولايات المتحدة، وتوفي في 2 أغسطس 1881 في سايلم في الولايات المتحدة. انتخب عضو مجلس ولاية ماساتشوستس ‏.